# Molières-sur-Cèze
Molières-sur-Cèze ist eine französische Gemeinde mit 1.187 Einwohnern (Stand: 1. Januar 2022) im Département Gard der Region Okzitanien. Molières-sur-Cèze gehört zum Arrondissement Alès und zum Kanton Rousson (bis 2015: Kanton Saint-Ambroix). Die Einwohner werden Molièrois genannt.

## Geografie
Molières-sur-Cèze liegt etwa 16 Kilometer nordnordöstlich von Alès am Cèze. Umgeben wird Molières-sur-Cèze von den Nachbargemeinden Meyrannes im Norden, Saint-Ambroix im Osten, Les Mages im Südosten, Saint-Jean-de-Valériscle im Süden, Robiac-Rochessadoule im Westen und Nordwesten sowie Bessèges im Nordwesten.

## Geschichte
Wegen des früheren Kohlebergbaus hatte die Gemeinde früher viel mehr Einwohner.

### Bevölkerungsentwicklung
| Jahr                      | 1962 | 1968 | 1975 | 1982 | 1990 | 1999 | 2006 | 2013 |
| Einwohner                 | 2918 | 2700 | 2225 | 2142 | 2151 | 1432 | 1550 | 1463 |
| Quelle: Cassini und INSEE |      |      |      |      |      |      |      |      |

## Sehenswürdigkeiten
- Schloss Montalet aus dem 11./12. Jahrhundert, seit 1997 Monument historique

## Persönlichkeiten
- Alexandre Cellier (1883–1968), Komponist und Organist
- Lorella Cravotta (* 1958), Schauspielerin